# Bambino!
Pour les articles homonymes, voir Bambino (homonymie).
Bambino! (バンビーノ!) est une série manga de Tetsuji Sekiya publiée depuis 2005 chez Shogakukan. Une deuxième série lui succède en 2009 : Bambino! Secondo (バンビ〜ノ!SECONDO). Le manga n'est pas licencié en France.
Elle est adaptée en drama de 11 épisodes, diffusé du 18 avril au 27 juin 2007 sur la chaîne NTV, avec en vedette Jun Matsumoto du groupe de J-pop Arashi qui en interprète le générique : le tube We Can Make It! (en), no 1 des ventes à l'oricon.

## Résumé
Shogo Ban est un jeune apprenti cuisinier prometteur qui se fait engager dans un restaurant italien réputé, à Tokyo, pour réaliser son rêve : devenir chef cuisinier.

## Drama

### Distribution
- Jun Matsumoto : Shogo Ban
- Masachika Ichimura : Tekkan Shishido (chef et propriétaire du restaurant)
- Yuki Uchida : Miyuki Shishido (fille du chef, manager du restaurant)
- Kuranosuke Sasaki (en) : Atsushi Kuwabara (sous-chef)
- Karina : Asuka Hibino
- Ryuta Sato : Nozomi Katori
- Kazuki Kitamura : Tsukasa Yonamine
- Hosshan (ほっしゃん。) : Toshio Oda
- Osamu Mukai : Masashi Senoo
- Ayaka Komatsu : Kozue Minakawa
- Kei Yamamoto : Susumu Endo
- Kazue Fukiishi : Eri Takahashi
- Takao Sasaki (佐々木崇雄) : Hirokazu Nagai
- Yusuke Sato : Hiroshi Takanashi
- Kosuke Aso (麻生幸佑) : Kenichiro Shibata

### Épisodes
1. Shigototte amakunai (仕事って甘くない)
2. Makete tamaruka (負けてたまるか)
3. Namida... saigo no ichinichi (涙…最後の一日)
4. Hakata hen... mirai e (博多編…未来へ)
5. Hataraku to iukoto (働くということ)
6. Ai tte nandarou (愛って何だろう)
7. Koi no pasuta taiketsu (恋のパスタ対決)
8. Dezāto no mahou (デザートの魔法)
9. Ryōrinin e no tobira!! (料理人への扉!!)
10. Ryōri ga tsukureru! (料理が作れる!)
11. Namida no wakare... sayonara Bakkanāre (涙の別れ…さよならバッカナーレ)

### Musique
Le générique est We Can Make It! chanté par le groupe Arashi.
La musique est composée par Yuugo Kanno (菅野 祐悟 - かんの ゆうご).

### Récompenses
- 2007 : 53e Television Drama Academy Awards - Meilleur acteur : Jun Matsumoto dans Bambino!
- 2008 : 53e Prix du manga Shōgakukan catégorie générale